# Косомельское
Косомельское (также Бабье, Щегалюхино (уст.)) — пресноводное озеро в Заполярном районе Ненецкого автономного округа Архангельской области, в 10 км к запад-юго-западу от Нарьян-Мара.

## Общие сведения
Площадь озера 9,9 км². Высота над уровнем моря — 0,5 м. Протяжённость озера 3,9 км, максимальная ширина 3,3 км.  

## Описание
Озеро имеет округлую форму. Берега низкие, местами заболочены, покрыты тундровой растительностью с участками кустарника. На востоке впадает протока Городецкий Шар реки Печора, она же вытекает из озера в полукилометре севернее. Множеством проток Косомельское соединено с другими менее значительными озёрами, наиболее крупное из которых — Тельвисочное.